# 加藤澤男 (小惑星)
加藤澤男 (43212 Katosawao) は、木星のトロヤ群に属する小惑星。トロヤ群の小惑星として初めて現代の人物にちなんで命名されたものの1つ。

## 発見
2000年1月5日に、アメリカ ニューメキシコ州ソコロのリンカーン地球近傍小惑星探査 (LINEAR) によって発見された。過去の観測データでは、最も古いもので1977年2月11日にパロマー山天文台で観測された記録がある。

## 名称
従来、木星のトロヤ群に属する小惑星にはギリシャ神話のトロイ戦争の英雄にちなんだ名前が付けられてきた。2021年、これに加えて、現代の英雄とも言える近代オリンピックやパラリンピックで活躍したアスリートにちなんで命名することも認められ、2021年5月に日本の体操選手加藤澤男が他の4名のアスリートとともにその第1号として選出され、小惑星番号43212の小惑星に命名されることとなった。小惑星やその他の太陽系小天体の命名に携わる国際天文学連合の小天体命名ワーキンググループ (Working Group for Small Bodies Nomenclature, WGSBN) は、以下のように紹介している。
Sawao Kato (b. 1946) competed in three Olympics from 1968 to 1976 winning twelve medals in gymnastics including eight gold medals, the most for any Japanese Olympic athlete. He was inducted into the International Gymnastics Hall of Fame in 2001.
（訳）加藤澤男（1946年生まれ）は、1968年から1976年まで3度のオリンピックに出場し、体操競技で日本人最多の8個の金メダルを含む12個のメダルを獲得した。2001年に国際体操殿堂入りを果たしている。—WGSBN Bulletin 2021年第1号